# محمد بن عبد الله العيثان
محمد بن عبد الله العيثان (1844 - 25 نوفمبر 1913) (1260 - 26 ذو الحجة 1331) فقيه جعفري وكاتب سعودي. ولد في بلدة القارة بالأحساء وبها نشأ وتعلم على والده هاجر إلى النجف لإكمال دراسته سنة 1865 على يد علمائها منهم محمد حسين الكاظمي و محمد طه نجف و مهدي القزويني و محمد باقر الأسكوئي. عاد إلى وطنه الأحساء في 1891 وتسلّم المرجعية الدينية لطائفته بعد وفاة المرجع محمد بن حسين أبو خمسين في 1898. توفي بالحُليلَة ودفن بها. له مؤلفات عديدة ورسالات فقهية، مخطوطة ومطبوعة. 

## سيرته

### نسبه
هو العلامة الفقيه شمس الشموس الشيخ محمد ابن الشيخ عبد الله ابن الشيخ علي ابن الشيخ أحمد ابن الشيخ علي ابن الشيخ محمد بن حسين بن عيسى آل عيثان القاري (1260- 1331هـ).
يعد علم من أعلام الأحساء الكبار، ورمز من رموزها الدينية، كان مجهتداً وفقيهاً، تولّى المرجعية في الأحساء، فكان مرجعها الأعلى، وقد امتدت مرجعيته غلى عدد من المناطق المجاورة كالكويت وأجزاء من البصرة، و البحرين، و دبي، و القطيف، وأطراف مختلفة من مناطق الخليج.

### ولادته
ولد في بلدة القارة بالأحساء سنة 1260هـ، وبها نشأ وترعرع في محيط علمي وديني أقل ما يمكن أن يقال عنه أنه حيوي. نشط على يدي والده الشيخ عبد الله الذي دفعه وشجعه على الخوض في غمار العلم والتزود منه، فبرع وأتقن مختلف الفنون في فترات قاسية، مستمداً قوته وعزيمته من إرثه العلمي بدائرتيه الواسعة والضيقة، فهو ابن قرية القارة التي تعد بلا منازع أكثر مراكز الأحساء العلمية تأججاً علمياً، وحراكاً ثقافياً، وإجاباً للعلماء، وتعدداً في المدارس الدينية من جهة، ومن جهة أخرى كان لإرثه العلمي في أسرته أبعد الأثر في تبلور وتكوين شخصيته العلمية وخلق طموحه ورؤيته نحو الهدف الذي ينشده، لهذا لم يكن ما بين يديه من نشاط علمي يروي غليله أو يشبع نهمة ويسد حاجته للطلب العلمي والتزود المعرفي مما دفعه في نهاية الأمر للهجرة إلى النجف الأشرف.

### تحصيله في النجف
حضر دروس السطوح وعلم الكلام والحكمة وخارج الفقه والأصول لدى عدد من العلماء وبقي فيها مشغولًا بالتحصيل 27 عامًا. من أساتذته في النجف محمد حسين الكاظمي ومحمد طه نجف ومهدي القزويني . وكان يتردد على مدينة كربلاء في صيف كل عام ليحضر دروس الحكمة لدى محمد باقر الأسكوئي حتى وفاته في 1301 هـ/ 1884 م. وله إجازات من جميع مشايخه.

وقد تتلمذ عليه في النجف والأحساء عدد من العلماء منهم ماجد بن هاشم العوامي وناصر بن هاشم الأحسائي و عبد الله بن معتوق القطيفي وموسى بن محمد باقر الأسكوئي و حبيب الله بن قرين وأحمد بن حبيب الدندن وحسين بن محمد الممتن وأخوه حسن وحسين بن محمد الدندن.

### مرجعيته في الأحساء
وبعد أن حاز درجات الاجتهاد وأصبح من الفقهاء عاد إلى وطنه الأحساء في سنة 1309 هـ/ 1891 م واستقر في مسقط رأسه، القارة. تسلّم في الأحساء الزعامة الدينية لطائفته وبعد وفاة المرجع محمد بن حسين أبو خمسين في 1316 هـ/ 1898 م خلّفه في المرجعية فأصبح في منطقة الخليج من كبار مراجع التقليد. وكان في وطنه يقوم بواجباته الدينية والإرشادية مرجعًا للطائفة إثنا عشرية وكان إمامًا لصلاة الجماعة في مسجده الذي يعرف باسمه في بلدة القارة. 

وفي سنة 1320 هـ/ 1898 م حصلت ظروف خاصة ترك بسببها وطنه القارة وانتقل إلى بلدة الحُليلَة المجاورة واتخذها مقرًا له. 

## أساتذته وشيوخه
درس على عدد من الأعلام الكبار منهم: الميرزا المجدد السيد حسن ابن السيد محمود الحسيني الشيرازي، ومحمد مهدي ابن السيد حسن القزويني، والشيخ محمد باقر بن محمد سليم الأسكوئي التبريزي، ومن شيوخه الشيخ محمد حسين ابن الشيخ هاشم الكاظمي، والشيخ محمد طه نجف النجفي.
وقد أجيز بالاجتهاد والراوية من جميع مشائخه وأساتذته المذكورين.

## آراء العلماء فيه
شهد له كل من عرفه بالفضل والمكانة العلمية، واليد الطولى في مختلف الفروع والأصول، ولعل فيمن أجازوه أو تتلمذ عليه دلالة واضحة للسمو العلمي الذي تبوأه الشيخ العيثان، وهذه نصوص مختارة مما قيل بشأنه:
قال في حقه ميرزا محمد باقر بن محمد سليم الأسكوتي:
أما تلميذه العلامة الفقيه الشيخ عبد الله المعتوق فقال في حقه:
ويقول تلميذه الآخر العلامة الحجة الميرزا موسى ابن الميرزا محمد باقر الأسكوئي في طيات إجازته لولده الميرزا علي الحائري:
هذه لمحة من الأقوال التي تعطي تصوراً عن الشيخ العيثان في عيون بعض معاصريه من مجيزيه وممن تتلمذ على يديه.

## وفاته
توفي في قرية الحُليلَة بالأحساء يوم الأربعاء 26 ذو الحجة 1331هـ/ 16 نوفمبر 1913 ودفن في مقبرة ناظرة، التي تقع بين بلدتي القارة والحليلة. خلف من الأولاد ابنين وبنتين، حسن وعلي وآمنة والحاجة أم حسين. 

وفي سنة 2010 صدرت الطبعة الأولى من كتاب الرئيس العيثان عنه، بمناسبة مرور مائة سنة على وفاته.

## مؤلفاته
أكثر هذه المؤلفات كان موجودًا في كربلاء بحوزة ابنه علي آل عيثان المتوفي في 1401 هـ/ 1981 م، أما فقد تلف الكثير منها وتفرقت بعدم اهتمام مكتبي.
| - جواب المسائل الكويتية - الحاشية على كتاب القوانين، في أصول الفقه - خواص القرآن - دليل الحيارى في الرد على النصارى - الرسالة العلمية في الطهارة والصلاة - رسالة في الأخبار وما تتضمن من فعل الإمام المعصوم - رسالة في أن الإنسان مختار في أفعاله أم لا - رسالة في البيع الفضولي - رسالة في التصرف في مال الطفل - رسالة في التعادل والتراجع - رسالة في جناية العبد، مع مسائل متفرقة | - رسالة في حقيقة التقليد - رسالة في الزكاة، استدلالية - رسالة في الزكاة والخمس - رسالة في صحة العبادة والامتثال مع فقد بعض الشرائط - رسالة في الصوم، استدلالية - رسالة في الطهارة - رسالة في الطلاق وأقسامه - رسالة في عدم جواز تقليد الأموات - رسالة في العصير العنبي - رسالة في علم الجفر - رسالة في القضاء، استدلالية | - رسالة في محاوراته مع محمد بن حسين الخليفة - رسالة في مسائل متفرقة - رسالة في المعاملات - رسالة في معاني الحروف - شرح بعض الأحاديث - شرح الرسالة الرضاعية - شرح الشهاب الوامض في أحكام الفرائض - الشهاب الراتق للقول بوحدة الناطق - شرج كتاب اللوامع الحسينية - مناسك الحج - هداية العباد إلى طريق الحق والرشاد |